# 卡哈巴美洲鱥
卡哈巴美洲鱥（學名：Notropis cahabae），為輻鰭魚綱鯉形目雅羅魚科的其中一種，被IUCN列為瀕危保育類動物，分布於北美洲美國阿拉巴馬州卡哈巴河流域，於1989年首次發現，體細長且側扁，體色為銀色，體側中央有一條深色縱帶，截至20世紀90年代初，由於都市化及河道淤積造成水質惡化，其活動範圍已縮小至該河約60英里的範圍。